# Jan Gaisruck

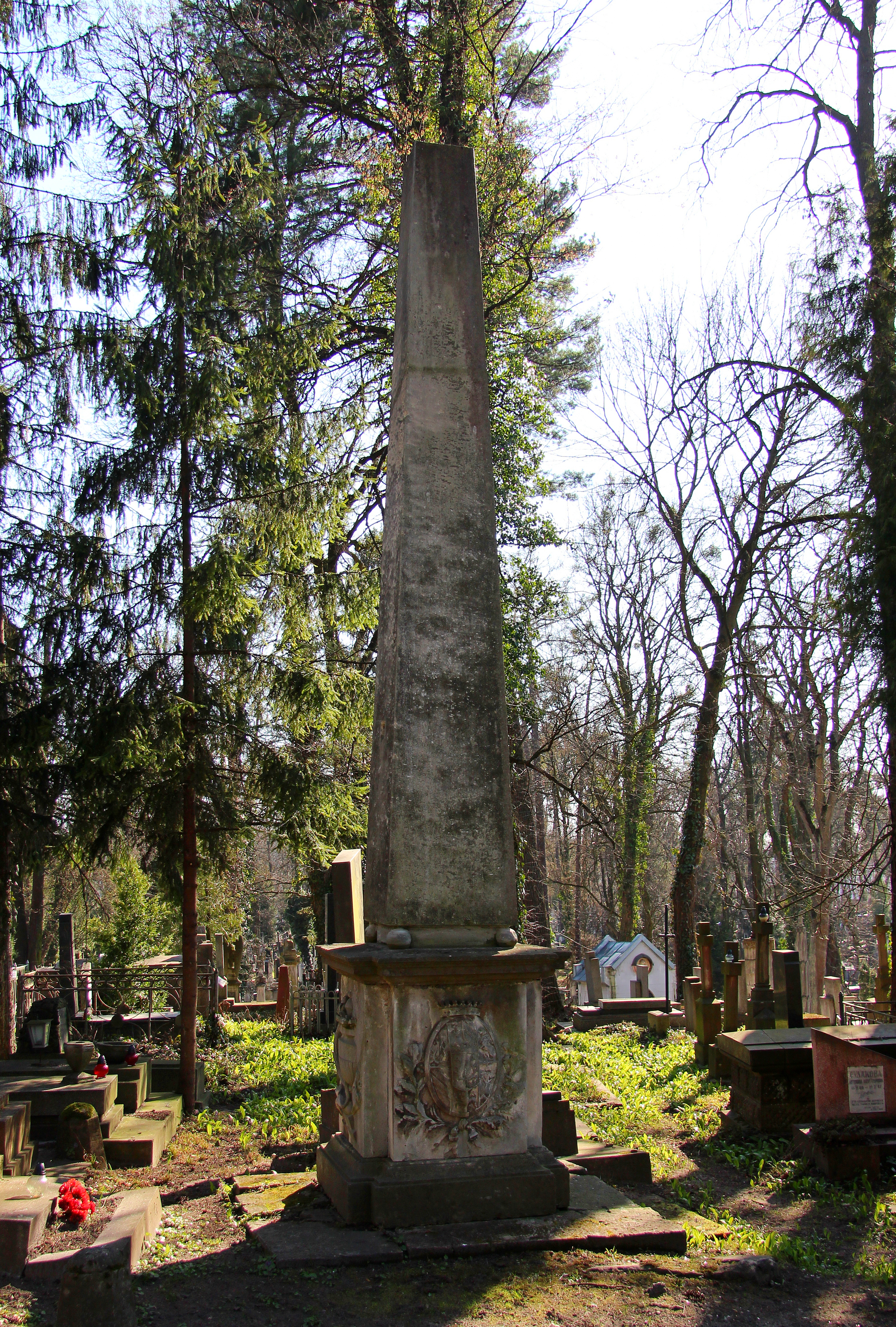
Grób Gaisrucka na Cmentarzu Łyczakowskim we Lwowie (stan obecny)

Johann Jacob hrabia von Gaisruck, lub Jan Gaisruck (ur. 16 marca 1739 w Klagenfurcie, zm. 1801 we Lwowie) – austriacki urzędnik państwowy, gubernator Galicji. Miał jednego syna – Karla Kajetana – późniejszego arcybiskupa Mediolanu i kardynała S. Marco. Pochodził ze Styrii. Od 30.12.1791 do 19.09.1795 był gubernatorem Księstwa Krainy, następnie od 01.07.1795 do 02.1801 gubernatorem Królestwa Galicji i Lodomerii, Tajnym Radcą i Podkomorzym.
21 października 1795 roku w Wiedniu otrzymał indygenat w Królestwie Galicji.
Spoczywa ma Łyczakowie. Napis z nagrobka na cmentarzu łyczakowskim brzmi: „Joanni Comiti a Gaisruck. Gubernatori Galiciae Orientalis Mortiu. Anno 1801. Opera et impendio Collegio Statuum Renowatum Anno 1859”.

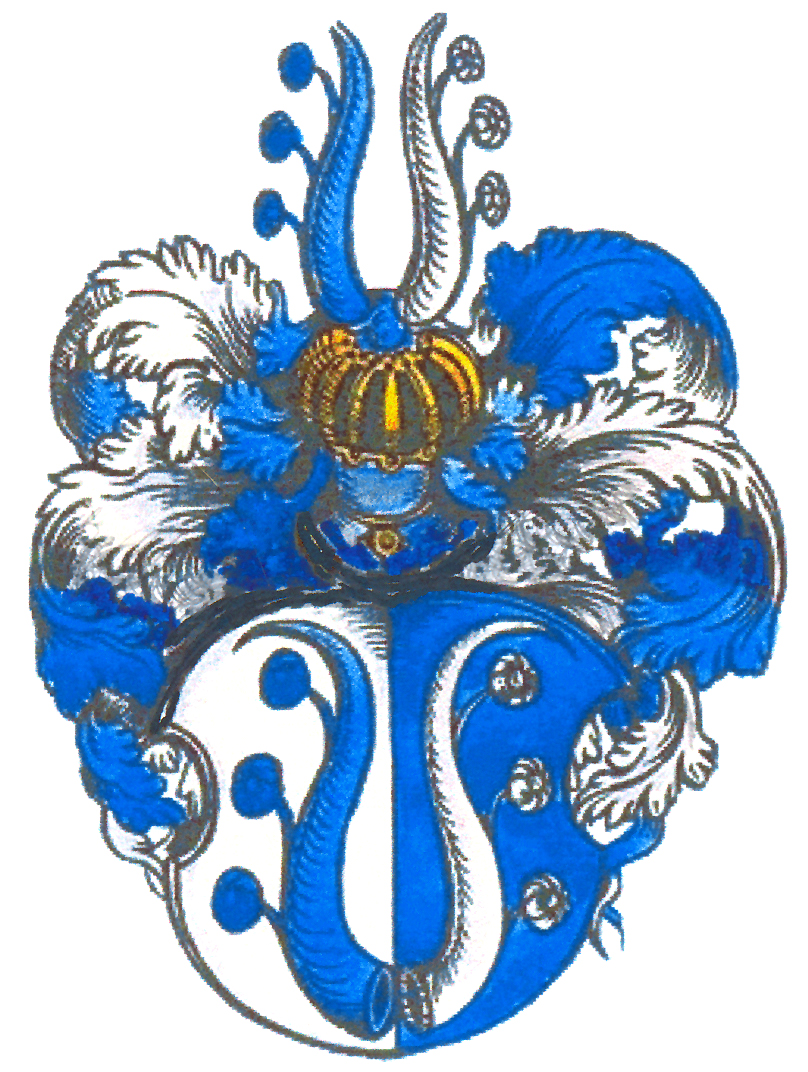
Herb rodowy von Gaisruck